# Тенгизов, Шахим Алиханович
Шахим Алиханович Тенгизов (1899, с. Клишбиево, Нальчикский округ, Терская область, Российская империя — ?) — советский организатор органов государственной безопасности и государственный деятель, первый секретарь Черкесского обкома ВКП(б) (1937—1938).

## Биография
Родился в 1899 в селе Клишбиево Нальчикского округа Терской области Российской империи (ныне село Нартан в составе Чегемского района Республики Кабардино-Балкария), в крестьянской семье. В возрасте трёх лет потерял отца.
Окончив три класса сельской школы в Нартане, был вынужден стать чернорабочим на строительстве железной дороги Прохладная-Нальчик, затем стал батраком. После окончания железнодорожной профсоюзной школы во Владикавказе (ныне Владикавказский техникум железнодорожного транспорта) работал телеграфистом на железнодорожной станции «Муртазово».
В 28 лет начал службу в органах ОГПУ. В 1927—1931 гг. — районный уполномоченный ГПУ Урванского района, начальник Кабардино-Балкарского областного управления рабоче-крестьянской милиции. Лично участвовал в ликвидации банд Шипшева, Хасанова и других, действовавших в Нальчикском и Прохладненском районах Кабардино-Балкарии. Непосредственно руководил боем с бандой в количестве 53 человек, которая была разгромлена. При ликвидации банды Шипшева получил ранение.
В 1931 г. проходил обучение в оперативном отделении Центральной высшей школы рабоче-крестьянской милиции.
В январе 1936 г. ему было присвоено звание младшего лейтенанта государственной безопасности. До декабря 1937 г. являлся начальником IV-го отделения Оперативного отдела Северо-Кавказского краевого управления рабоче-крестьянской милиции. В декабре 1937 г. Приказом НКВД СССР был уволен в запас для перевода на партийную работу.
В 1937—1938 гг. — первый секретарь Областного комитета ВКП(б) Черкесской автономной области.
В 1938—1941 гг. — директор Ворошиловского межрайонного мельзаводоуправления.
Через две недели после начала Великой Отечественной войны написал заявление на имя первого секретаря Ставропольского краевого комитета ВКП(б) Михаила Суслова с просьбой направить добровольцем на фронт. В октябре 1941 г. он был вновь принят в органы госбезопасности и назначен заместителем начальника Особого отдела 78-й отдельной стрелковой бригады 9-й Армии Южного фронта. В августе 1944 г. в должности заместителя начальника ОКР «СМЕРШ» 43-й стрелковой дивизии направляется на Западную Украину, где проводил борьбу с вооруженными группировками Организации украинских националистов.
Являлся прототипом героя романа Рашида Кешокова «По следам Карабаира».
Депутат Верховного Совета СССР 1-го созыва.

## Награды и звания
Награжден двумя орденами Красного Знамени, медалью «За боевые заслуги».